# Calavino
Calavino est une ancienne commune italienne d'environ 1 400 habitants située dans la province autonome de Trente, dans la région du Trentin-Haut-Adige dans le nord-est de l'Italie. Le 1er janvier 2016, elle a fusionné avec Lasino pour former la nouvelle municipalité de Madruzzo.

## Personnalités
- Antonio Petrini (1621-1701) architecte

## Administration
| Période                                  | Période | Identité | Étiquette | Qualité |
| ---------------------------------------- | ------- | -------- | --------- | ------- |
|                                          |         |          |           |         |
| Les données manquantes sont à compléter. |         |          |           |         |

### Communes limitrophes
San Lorenzo in Banale, Trente, Vezzano, Padergnone, Comano Terme, Lasino, Dro